# Mormyrus tenuirostris
Mormyrus tenuirostris es una especie de pez elefante eléctrico perteneciente al género Mormyrus en la familia Mormyridae presente en varias cuencas hidrográficas de África; el área de distribución de esta especie se remite al río Athi. Es nativa de Kenia; y puede alcanzar un tamaño aproximado de 33,2 cm.

## Estado de conservación
Respecto al estado de conservación, se puede indicar que de acuerdo a la IUCN, esta especie puede catalogarse en la categoría «Preocupación menor (LC)».